# Egedal Gymnasium
Egedal Gymnasium og HF er et gymnasium i Stenløse. Gymnasiet ændrede sit navn i 2008 fra Stenløse Gymnasium og HF til det nuværende i forbindelse med kommunalreformen (2007).

## Kendte studenter
- 1982: Lene Rikke Bresson, forfatter, leder af forfatterskolen i Holstebro, cand.oecon.
- 1991: Camilla Thorning, journalist
- 2002: Abdel Aziz Mahmoud, journalist
- 2013: Sofie Olsen, håndboldspiller

## Rektorer
- 1979-2004: Niels Gullberg-Hansen
- 2004-2019: Henrik Madsen
- 2019- : Camilla Rye Jørgensen